# 博尼哈德
博尼哈德（匈牙利語：Bonyhád）是匈牙利的城鎮，位於該國西南部，距離首府塞克薩德約20公里，由托爾瑙州負責管轄，面積72.14平方公里，2011年人口13,829，其中約七成居民信奉天主教。

## 姐妹城市
博尼哈德与以下城市结为友好城市：
- 羅馬尼亞 博爾塞克
- 波蘭 Jastrowie（英语：Gmina Jastrowie）
- 塞爾維亞 潘切沃
- 羅馬尼亞 錫庫萊尼鄉
- 德国 特罗伊希特林根
- 斯洛伐克 Tvrdošovce（英语：Tvrdošovce）
- 德国 韦尔瑙

## 外部連結
- 维基共享资源上的相關多媒體資源：博尼哈德
- 官方网站 （匈牙利語）
- Street map（页面存档备份，存于） （匈牙利文）